# Ferrovia Potenza-Pignola-Laurenzana
La ferrovia Potenza–Pignola–Laurenzana è stata una linea ferroviaria a scartamento ridotto, attiva dal 1919 al 1980. Era gestita dalle Ferrovie Calabro Lucane.

## Storia
La linea nacque come parte della vasta rete progettata dalla Mediterranea Calabro Lucane (MCL): in particolare, la tratta avrebbe dovuto congiungere Potenza con Nova Siri. A causa della prima guerra mondiale i lavori subirono vari ritardi, tanto da permettere l'apertura della prima tratta, tra la stazione di Potenza Inferiore e Pignola, solo il 23 gennaio 1919. Ulteriori problemi finanziari ritardarono l'apertura della tratta Pignola-Laurenzana al 4 novembre 1931, mentre il proseguimento verso Nova Siri (via Guardia Perticara, San Martino d'Agri, San Chirico Raparo, Senise e Valsinni) non fu mai costruito.
Dal 1º gennaio 1964 la linea, insieme alle altre gestite sino ad allora dalla MCL, passò in gestione commissariale governativa: fu sotto la gestione governativa, il 6 settembre 1969, che la tratta Pignola-Laurenzana fu provvisoriamente sospesa all'esercizio, per essere soppressa definitivamente il 7 maggio 1974 (i binari furono rimossi nel 1979, dopo contestazioni da parte delle popolazioni locali). La sezione iniziale della linea, tra Potenza e Pignola, chiuse il 23 novembre 1980 per le conseguenze del terremoto dell'Irpinia.
| Tratta             | Inaugurazione   |
| ------------------ | --------------- |
| Potenza–Pignola    | 23 gennaio 1919 |
| Pignola–Laurenzana | 4 novembre 1931 |

## Percorso
| Continuation backward |

| Unknown route-map component "+c" | Straight track | Unknown route-map component "STR+l" | Unknown route-map component "cCONTfq" |

|  | Stop on track + Unknown route-map component "HUBaq" | Station on track + Unknown route-map component "HUBeq" |

|  | Station on track | Straight track |

|  | Unknown route-map component "KBHFxe" | Unknown route-map component "kSTR3" |

| Unknown route-map component "CONTgq" | Unknown route-map component "xkKRZr+1o" | Unknown route-map component "kSTRc4" |

| Unknown route-map component "exHST" |

| Unknown route-map component "exHST" |

| Unknown route-map component "exWBRÜCKE1" |

| Unknown route-map component "exHST" |

| Unknown route-map component "exBHF" |

| Unknown route-map component "exHST" |

| Unknown route-map component "exHST" |

| Unknown route-map component "exBHF" |

| Unknown route-map component "exHST" |

| Unknown route-map component "exBHF" |

| Unknown route-map component "exHST" |

| Unknown route-map component "exHST" |

| Unknown route-map component "exKBHFe" |